# Előre kurvák, gengszterek
Előre kurvák, gengszterek (węg. Naprzód kurwy i gangsterzy) – drugi studyjny album węgierskiej grupy muzycznej Aurora, wydany pierwotnie w 1992 roku przez Fekete Lyuk Hangja na MC. W 1994 roku album został wydany przez niemiecką wytwórnię Hulk Räckorz na CD, natomiast w 1997 roku został wznowiony przez Aurora Records na MC i CD. Album zajął 25. miejsce na węgierskiej Top 40 album- és válogatáslemez-lista.

## Lista utworów
1. "Ismerem a maffiát" (3:04)
2. "Halálos hajnal" (4:58)
3. "Jönnek a gépek" (2:45)
4. "Lehettem volna" (2:48)
5. "Köpök rá" (2:54)
6. "Munkanélküliek dala" (4:01)
7. "Előre kurvák, gengszterek" (2:52)
8. "Bevadulok néha" (2:31)
9. "Ez a város" (2:22)
10. "Rendőr áll a járdán" (3:38)
11. "A börtön ablakába" (3:20)
12. "Áramszünet" (5:00)

## Wykonawcy
- László "Vigi" Víg – gitara, wokal
- János "Galacs" Pozsgay – gitara basowa
- Attila Polyák – perkusja
- Zoltán Pusztai – teksty